# Станица Негуш
Станица Негуш (грч. Σταθμός) је насељено место у општини Негуш у периферији Средишња Македонија, Грчка. Према попису из 2021. године било је 89 становника.
После 1928. године изграђено је насеље до саме железничке пруге Бер—Воден, седам километара југоисточно од Негуша, које је добило име због близине железничке станице. У насељу су смештене грчке избегличке породице из Турске. На попису из 1940. године Станица Негуш је имала 81 становника.